# てにをは (音楽家)
てにをは（英語: teniwoha、8月23日生、男性）は、日本のボカロP、小説家。

## 概要
2010年9月11日からニコニコ動画にてVOCALOID（略称：ボカロ）を使用した楽曲の投稿を始め、現在はYouTubeにおいても主にボカロ曲の投稿を行っている。配信で自身が作ったボカロ曲を弾き語ることがある。また、歌い手への楽曲提供もしている。
和を感じさせる楽曲からロックやポップまで手掛ける。推理、妖怪、恋愛などを題材にし、その作風は、韻を踏んだ表現を多用するなど、歌詞の言葉遊びと物語性を特徴とする。楽曲のイラストを自ら描くこともある。代表作に『恋娘紬迷宮』でも起用された「古書屋敷殺人事件」を含む「女学生探偵シリーズ」や、トランスジェンダーを題材にした「ヴィラン」等がある。
自身が制作したボカロ曲をもとにしたボカロ小説やドラマCDの脚本等を執筆している。織川制吾名義でも小説を執筆している。
活動名については、助詞の「てにをは」に由来し、言葉の響きが摩訶不思議で好みであったこと、他に同名の人物もいそうになかったことが「てにをは」という名前を付けた理由である。

## ディスコグラフィ

### シングル

#### 配信シングル
| ＃       | 発売日         | タイトル                 | 販売形態               |
| KARENT   | KARENT         | KARENT                   | KARENT                 |
| -------- | -------------- | ------------------------ | ---------------------- |
| 1        | 2020年12月25日 | クーロンズ・ホテル       | デジタル・ダウンロード |
| 2        | 2021年7月14日  | キュリオ・シティ         | デジタル・ダウンロード |
| teniwoha |                |                          |                        |
| 1        | 2020年2月29日  | ヴィラン                 | デジタル・ダウンロード |
| 2        | 2020年6月3日   | 一角獣                   | デジタル・ダウンロード |
| 3        | 2020年12月26日 | ブラッドベリ             | デジタル・ダウンロード |
|          | 2023年1月26日  | トレンドキラー           | デジタル・ダウンロード |
|          | 2023年3月27日  | ノートリアス (feat.可不) | デジタル・ダウンロード |
|          | 2023年4月7日   | ザムザ                   | デジタル・ダウンロード |
|          | 2023年5月20日  | ファントマ (feat.可不)   | デジタル・ダウンロード |
|          | 2023年8月8日   | 夜祭                     | デジタル・ダウンロード |

### アルバム

#### メジャーアルバム
| #                                                                                | 発売日                                                                           | タイトル                                                                         | 販売形態                                                                         | 販売形態                                                                         | 規格品番                                                                         | 最高位                                                                           |
| ジェネオン・ユニバーサル・エンタテインメント→NBCユニバーサル・エンターテイメント | ジェネオン・ユニバーサル・エンタテインメント→NBCユニバーサル・エンターテイメント | ジェネオン・ユニバーサル・エンタテインメント→NBCユニバーサル・エンターテイメント | ジェネオン・ユニバーサル・エンタテインメント→NBCユニバーサル・エンターテイメント | ジェネオン・ユニバーサル・エンタテインメント→NBCユニバーサル・エンターテイメント | ジェネオン・ユニバーサル・エンタテインメント→NBCユニバーサル・エンターテイメント | ジェネオン・ユニバーサル・エンタテインメント→NBCユニバーサル・エンターテイメント |
| -------------------------------------------------------------------------------- | -------------------------------------------------------------------------------- | -------------------------------------------------------------------------------- | -------------------------------------------------------------------------------- | -------------------------------------------------------------------------------- | -------------------------------------------------------------------------------- | -------------------------------------------------------------------------------- |
| 1                                                                                | 2013年6月26日                                                                    | 女学生探偵ロック                                                                 | CD+DVD                                                                           | 初回限定盤                                                                       | GNCA-1371                                                                        | 25位                                                                             |
| 1                                                                                | 2013年6月26日                                                                    | 女学生探偵ロック                                                                 | CD                                                                               | 通常盤                                                                           | GNCA-1372                                                                        | 25位                                                                             |
| 2                                                                                | 2014年10月22日                                                                   | モノノケミステリヰ                                                               | 2CD+DVD                                                                          | 初回限定盤                                                                       | GNCA-1419                                                                        | 34位                                                                             |
| 2                                                                                | 2014年10月22日                                                                   | モノノケミステリヰ                                                               | CD                                                                               | 通常盤                                                                           | GNCA-1420                                                                        | 34位                                                                             |
| 3                                                                                | 2016年10月26日                                                                   | 女学生探偵物語                                                                   | 2CD+DVD                                                                          | 初回限定盤                                                                       | GNCA-1431                                                                        | 40位                                                                             |
| 3                                                                                | 2016年10月26日                                                                   | 女学生探偵物語                                                                   | CD                                                                               | 通常盤                                                                           | GNCA-1432                                                                        | 40位                                                                             |
| 4                                                                                | 2021年8月25日                                                                    | NO BOY                                                                           | 2CD                                                                              | 初回限定盤                                                                       | GNCL-1340                                                                        | 61位                                                                             |
| 4                                                                                | 2021年8月25日                                                                    | NO BOY                                                                           | CD                                                                               | 通常盤                                                                           | GNCL-1341                                                                        | 61位                                                                             |

#### 同人アルバム
| # | 発売日         | タイトル           | 収録曲 | 備考 |
| - | -------------- | ------------------ | --- | --- |
| 1 | 2012年9月23日  | 密室音楽箱         | 全5曲 1. 古書屋敷殺人事件 2. kalavinka overload 3. 怪異物ノ怪音楽箱 4. 番蝶 5. 紅鳶捨猫録 | - 初のミニアルバム - Vocaloid Fantasia 3、サークル「SOUNDNAUTS」 - THE VOC@LOiD M@STER 25アルバム購入オマケCD - 全4曲 1. 怪異物ノ怪音楽箱 2. 逢魔ヶドロップ 3. 古書屋敷殺人事件 4. 人間以上になれたなら 5. ※全ててにをは歌唱Ver |
| 2 | 2013年11月17日 | 繍                 | 全6曲 1. 番蝶 ～リン歌唱、バンドサウンドVer～ 2. 紅鳶捨猫録 ～リン歌唱、アンニュイ似非ジャズVer～ 3. 浮雲 ～ミク歌唱、アコースティックVer～ 4. 鬼は敲く月下の門 ～リン歌唱、アコギロックVer～ 5. 胎児孕む胎児 ～V3版ミク歌唱、70年代プログレVer～ 6. ぬいとり ～インスト～                        | - 完全自主制作 - THE VOC@LOiD M@STER 27、サークル「てにをは屋敷」 |
| 3 | 2014年4月26日  | 中央線歩廊         | 全9曲 1. 次のデートは1000年後 2. ファンタジア 3. 中央線ユウレイ 4. よわくてもニューゲーム 5. 逢魔ヶドロップ 6. 夜泳ぐ 7. 海洋生物と木星言語 8. 水棲生物と夏の機械 9. 100億のさよなら | THE VOC@LOiD 超 M@STER 28、サークル「てにをは屋敷」 |
| 4 | 2014年7月13日  | 繍                 | 全12曲 1. 番蝶 2. 物怪紐解草子 3. 紅鳶捨猫録 4. 怪々絵巻 -改装- 5. 浮雲 6. 鬼は敲く月下の門 7. 明尾高屋上投身事件 8. 収穫の唄 9. 古書屋敷殺人事件 -改装- 10. 胎児孕む胎児 11. 繍-ぬいとり- 12. 古書屋敷殺人事件 -すずむ＆おればなな編曲版-                                                        | THE VOC@LOiD M@STER 29、サークル「てにをは屋敷」 |
| 5 | 2017年4月30日  | 囮                 | 全11曲 1. 囚 2. どうにでもなれ節 3. なんしよん 4. カランコエ 5. ストロベリアル・デリバリー 6. ～A ring long journey～ 7. わたしの人生のお話 8. バケモノ問屋の食堂楽 9. 年下の先輩 10. 陰陽倶楽部 11. 椿娘 12. 囮                                                                                  | THE VOC@LOiD 超 M@STER 37、サークル「てにをは屋敷」 |
| 6 | 2018年8月10日  | 女学生探偵vs冥探偵 | 全8曲 1. 探偵仲介人 2. 書斎城殺人事件 3. 抱いて溶かして 4. ジョウロウグモ純愛ミステリヰ 5. 蜘蛛の意図 6. さくらさくや 7. 能面島神隠し事件 -てにをは歌唱- 8. カタトキモ -てにをは歌唱- | コミックマーケット 94、サークル「てにみきもん」 |
| 7 | 2018年12月30日 | てにをは文庫       | 全16曲 1. 鳳 恐美 2. クーロンズ・ホテル 3. トコヨ・トキヨ 4. オノマトペテン師 5. 髄まで愛して 6. 人生幽霊部員* 7. 魔少女賛歌 8. 文系ギャング・マーケット 9. firefly 10. 走れ太宰 11. はぢらひごっこ 12. あるいは酒でいっぱいの浮世 13. ガ・ルー 14. C 15. ロサンゼルス 16. 鳳 151億9435万1068の翼 | - コミックマーケット 95、サークル「てにみきもん」 - *武田綾乃著「石黒くんに春は来ない」コラボ曲 |
| 8 | 2019年8月10日  | 龍の蛻に棲む       | 全13曲 1. 番龍 2. フェストフェス 3. コムスメノスゝメ 4. ブラッドベリ 5. 化生戯画* 6. 明尾高屋上投身事件 -改装- 7. 青年よ、疑問を抱け 8. 相対性リボン 9. チャイナタウン・ロオドショー 10. 銀幕学園殺人事件 11. ハッピーエンドに君がいない 12. ルカミナ 13. 翼の幻肢痛                              | - 初音ミク「マジカルミライ 2019」、サークル「てにみきもん」 - *初音ミク歌唱 |

## 楽曲提供

### アーティスト
- アルファルド（麻婆豆腐。シングル。作詞・作曲）[14]
- 陰陽三辰譚（萬月邸。アルバム「闢蓮抄」。作曲）[15]
- 永遠のあくる日（Ado。シングル。作詞・作曲・編曲）[16]
- 怪人にkiss（岡本信彦。アルバム「十bilation」。作詞・作曲）[17]
- かまってウォーアイニー（YURiCa/花たん。アルバム「Flower Rail」。作詞・作曲）[18][19]
- 君を論じたい（宮下遊。アルバム「錆付くまで」。作詞・作曲）[20]
- 逆走少女（ナナヲアカリ。アルバム「マンガみたいな恋人がほしい」。作詞担当。作曲：みきとP）[21]
- ギラギラ（Ado。シングル。作詞・作曲・編曲）[22]
- 下剋上（森中花咲。アルバム「下剋上」。作詞・作曲・編曲）[23]
- 化生戯画（影縫英。アルバム「短夜、稲荷神社のはずれにて」。作詞・作曲）[24]
- 虹霓（神神化身。アルバム「『神神化身-Dance and Music for KAMI-』 櫛魂衆 舞奏曲集・壱」。作詞・作曲・編曲）[25]
- コメディアン（Da-iCE。アルバム「SCENE」。作詞・作曲・編曲）
- 思春（そらる。アルバム「ゆめをきかせて」。作詞・作曲）[26]
- 少年漫画（CIEL。シングル。作詞・作曲）[27]
- 青年よ、疑問を抱け（宮下遊。アルバム「青に歩く」。作詞・作曲）[28]
- 大志を抱け！カルビアンビシャス！（わーすた。アルバム「GIRLS, BE AMBITIOUS!」みきとPと作詞担当）[29]
- ダヴィ（Gero。アルバム「TOKYO HAZE」。作詞・作曲・編曲）[30][31]
- チャイナタウン・ロオドショー（花たん＆ぽこた。アルバム「HANAPOKO CARNIVAL」作詞・作曲）[32]
- 佰鬼園（いゔどっと。アルバム「POP OUT」。作詞・作曲）[33]
- マジョル（▽▲TRiNITY▲▽。アルバム「インプリンティング」。作詞・作曲・編曲）[34]
- リルビ（ロボ子さん。シングル。作詞・作曲・編曲）[35]
- 螻蟻潰堤（はしやん。アルバム「想いTe”L⇔Report」。作詞・作曲）[36]
- Mrs.ヒューズ（Sou。アルバム「Solution」）。作詞・作曲・編曲）[37]
- VIVA Funny Day（向日葵。アルバム「プラチナ」。emon(Tes.)と作詞担当[注 4]。作曲・編曲emon(Tes.)）[38]
- 修羅日記（伊東歌詞太郎。シングル「修羅日記」。作曲・編曲）
- ゾクゾク（ファントムシータ。シングル。作詞・作曲・編曲）
- エルフ（Ado。シングル。作詞・作曲・編曲）

- 銀奏波（萬月邸。全6曲「双糸、盤上に飛ぶ」「心火盛衰」「でぜるた」「黒雲母大踊」「花は剣戟」「拝啓、芥川龍之介様」の作曲・編曲）[39]
- Your Mori.（Mori Calliope。全5曲「The Grim Reaper is a Live-Streamer」「Red」「guh」「いじめっ子Bully」「Empress (Calliope ver.)」のプロデュース）[40]

### コンピレーション
- Dance with enemy（GUMI歌唱。アルバム「EXIT TUNES PRESENTS Storytellers RPG」）[41]
- UTSUKE（安土桃山時代）（初音ミク歌唱。アルバム「ボカロで覚える 中学歴史」）[42]
- 異国人形館殺人事件（初音ミク歌唱。アルバム「妖艶和奏絵巻 feat. 初音ミク」）[43]
- ヴィラン（flower歌唱。アルバム「EXIT TUNES PRESENTS Vocalodelight feat. 初音ミク」）[44]
- 怪異物ノ怪音楽箱（初音ミク歌唱。アルバム「妖艶和奏絵巻 feat. 初音ミク」）[43]
- 共犯（アルバム「キメラ」。和田たけあきとのコラボ）[45]
- クーロンズ・ホテル（鏡音リン歌唱。アルバム「鏡音リン・レン 13th Anniversary」）[46]
- 古書屋敷殺人事件
  - 初音ミク歌唱。アルバム「EVERGREEN SONGS 2012」[47]
  - 初音ミク歌唱。アルバム「VOCAROCK collection 4 feat. 初音ミク」
  - 伊東歌詞太郎歌唱。アルバム「VOCAROCK collection 歌ってみた」[48]
  - 初音ミク歌唱。アルバム「妖艶和奏絵巻 feat. 初音ミク」[43]
  - 赤飯歌唱
    - アルバム「EXIT TUNES PRESENTS イケメンボイスパラダイス 5」[49]
    - アルバム「#IVPB～イケメンボイスパラダイスベスト～」[50]
    - アルバム「天声絶唱 INDEX ～BEST OF 歌ってみた～」[51]
- こっちむいてほい（初音ミク歌唱。アルバム「V♥25 -Fortune-」）[52]
- 横濱遊廓迷楼事件（GUMI歌唱。アルバム「EXIT TUNES PRESENTS GUMitia from Megpoid」）[53]
- 夜泳ぐ（初音ミク歌唱。MIKU-Pack music & artworks feat. 初音ミク02付録ミニアルバム「Song Collection "夏服 NATSU-FUKU"」同誌17付録アルバム「Early Masterpiece Collection」）[54][55]

### テーマソング
- Gravity Heart（TVアニメ「宇宙戦艦ティラミス」第2期OP。シングル「Gravity Heart」。みきとPと作詞担当。作曲・編曲みきとP）[56]
- I meets You!!（ニコニコネット超会議2020テーマ。みきとPと作詞担当。作曲みきとP、編曲emon(Tes.)）[57]
- 青く（ホンダ「走れ、誰も追いつけない速度で」プロジェクトテーマ。作詞・作曲）[58]
- 逢魔ヶドロップ（ボイスドラマ「タブーワーズ・ハイスクール」OP。GUMI歌唱。作詞・作曲・編曲）[59]
- 怪々絵巻（TVアニメ「闇芝居」第1期ED。アルバム「VOCAROCK collection 5 feat. 初音ミク」。作詞・作曲担当。編曲AVTechNO!）[60]
- キュリオ・シティ（初音ミク×ドン・キホーテコラボテーマ。作詞・作曲）[61]
- 雷火（TVアニメ「平穏世代の韋駄天達」ED。シングル「雷火/魔法」。作詞担当。作曲・編曲TAKU INOUE）[62]

### ミュージカル
- 刀剣乱舞～阿津賀志山異聞2018 巴里～（「断然、君に恋してる！」「だいすき」「Looking for your Love」の3曲。シングル「Lost The Memory」。みきとPと作詞担当。作曲・編曲みきとP）[63][64][65]

### 参加作品
- ECHO (remix by てにをは)（Crusher-P。アルバム「CONCIENTIA」の初回限定盤特典CD。リミックス）[66]
- 千本桜 ver. Ado（Limited Special Track）（黒うさP。アルバム「10周年記念アルバム ALL THAT 千本桜!!!」編曲）[67]

## 書籍

### 小説

#### 女学生探偵シリーズ
- 女学生探偵と偏屈作家 ─古書屋敷殺人事件前夜─（2013年11月 アスキー・メディアワークス）
- 古書屋敷殺人事件 ─女学生探偵シリーズ─（2014年3月 アスキー・メディアワークス）
- アルラウネの独白 ─女学生探偵シリーズ─（2014年12月 アスキー・メディアワークス）
- 能面島神隠し事件 ─女学生探偵シリーズ─（2015年3月 アスキー・メディアワークス）

#### 妖怪少年探偵團シリーズ
- モノノケミステリヰ（2014年9月 MF文庫J）
- モノノケミステリヰ2（2015年2月 MF文庫J）

#### また殺されてしまったのですね、探偵様
- また殺されてしまったのですね、探偵様（2021年8月 MF文庫J）
- また殺されてしまったのですね、探偵様2（2022年2月 MF文庫J）
- また殺されてしまったのですね、探偵様3（2022年5月 MF文庫J）
- また殺されてしまったのですね、探偵様4（2022年10月 MF文庫J）
- また殺されてしまったのですね、探偵様5（2024年3月 MF文庫J）

漫画版
- また殺されてしまったのですね、探偵様（2022年7月『ドラドラふらっと♭』連載開始。作画いなば ）[68]

#### 単発作品
- ひゅうおどろ 煤川石坐の怪異譚（2014年2月 エンターブレイン）
- ストロベリアル・デリバリー ぼくとお荷物少女の配達記（2015年10月 集英社オレンジ文庫、織川制吾名義）
- 言の葉いろは（2016年4月から7月までSunSetTV連載[注 5]）[71][72]
- 撃鉄の心臓（2016年8月 NOVEL 0）
- 怪盗は探偵のはじまり（2016年9月 アスキー・メディアワークス）
- 先生、原稿まだですか！ 新米編集者、ベストセラーを作る（2017年5月 集英社オレンジ文庫、織川制吾名義）
- 放課後の厄災魔女 〜やほやされたい先生の嫌われ生活〜（2017年6月 NOVEL 0）
- 膝の上のJC作詞家 初心者作曲家の同棲業務日誌（2019年5月 MF文庫J）
- 秘祭ハンター椿虹彦（2020年5月 二見サラ文庫）
- ヤクモとキリヱ（2024年8月 MF文庫J）

### 監修
- ヴィラン（2023年2月『一迅プラス』連載開始。作画：ふじた、キャラクターデザイン：ねここ）

### 随筆
- てにをは妖怪よろず日記（2015年7月～2016年3月まで「MIKU-Pack music & artworks feat. 初音ミク」連載）

### 脚本
- ドラマCD「西園寺古書堂怪奇譚」（2020年8月 ポニーキャニオン）[注 6][74]
- ドラマCD「西園寺古書堂怪奇譚～弐ノ篇～」（2021年2月 ポニーキャニオン）[75]
- ドラマCD「西園寺古書堂怪奇譚～参ノ篇～」（2021年9月 ポニーキャニオン）[73]
- 朗読劇「地下世界文化大系」（関智一朗読。アルバム「ブラックホールディスク」初回限定盤特典CD）[76]
- スマートフォン向けアクションRPG「天華百剣 -斬-」（影打・長曾祢虎徹、水心子正秀、九字兼定のイベントシナリオ及びキャラクターシナリオ）[77][78][79]

## 出演
- "超こんぽた"てにをは×OSTER project（2014年4月26日～27日 ニコニコ超会議3 KADOKAWAブース）[80]
- 宮下遊「青に歩く／水の狭間」（2019年5月11日 TSUTAYA O-EAST ゲスト参加）
- NHK Music presents 夜光音楽 ボカロP 5min.（2021年6月6日放送）[81]
- The VOCALOID Collection ボカコレステーション ～2021 Autumn～（2021年10月15日放送）